# 阿吉王爵天猛公普拉诺托国际机场
阿吉王爵天猛公普拉诺托国际机场（印尼语：Bandar Udara Internasional Aji Pangeran Tumenggung Pranoto），缩写作APT普拉诺托机场，是印度尼西亚东加里曼丹省三马林达市的一座机场，坐落于西凌河区（Sungai Siring）境内，为区别于已关停的三马林达老机场（特敏东机场），普拉诺托机场也叫“西凌河机场”。机场得名于东加里曼丹的首任省长阿吉王爵天猛公普拉诺托，他于1957年至1961年间执政。
2018年5月24日，机场替代特敏东机场，开始运营商业航班，机场由印尼交通部民航总局下属的APT普拉诺托管理局（UPBU Kelas II APT Pranoto）运营。

## 历史
三马林达的老机场特敏东机场位于市区内，只有一条深入居民区内的跑道，严重制约发展。2000年代，特敏东机场成为东加里曼丹省最为繁忙的机场，年旅客量和货运量远超承载能力。由于登机口、跑道空间不足，每25个航班中就有一班延误。
1992年，印尼民航局和工务部开始研究西凌河地区能否作为新机场的选址。西凌河远离市中心，飞行航路掠过三马林达北部而不是从市中心上空飞过，能够实现多跑道的全天候运营。1995年，西凌河机场的主要计划制定完成，但在1998年时政府财务和经济形势出现问题，新机场的计划被搁置。新机场的选址有四处，分别是马科罗曼（Makroman）、帕拉兰（Palaran）、西凌河、巴约尔（Bayur）。2003年11月，东加里曼丹省长宣布，机场选址已经决定，是第三个方案西凌河地区。机场建设顾问提出西凌河机场最早可在2009年6月投入运营的建议，政府将这一目标提前到2007年12月。
2005年，机场建设开始。建设工期十分漫长，专家认为2到3年即可完成新机场建设，然而由于承包商、建设顾问存在一系列问题，机场的工期被不断延长。2018年5月24日，印尼总统佐科·维多多和东加省长阿旺·法罗克·伊沙克为新机场主持开幕典礼，机场建设历时12年，耗资4亿美元。

## 设施

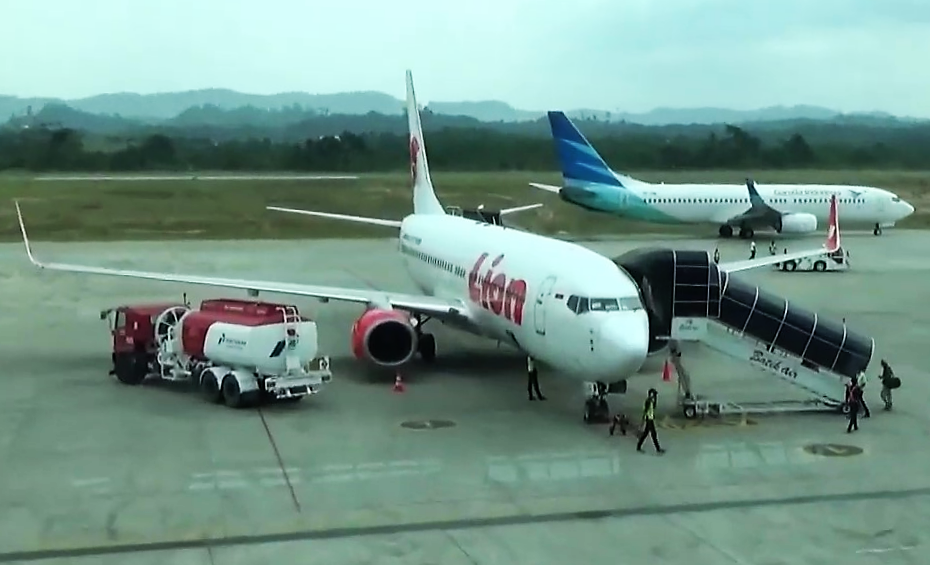
從阿吉王爵天猛公普拉诺托国际机场候機廳看到的景色

机场占地面积470公頃（1.8平方英里），有四个带廊桥登机口。所有登机口都可容纳空客320停靠。机场有一条2,250（7,380英尺）长、45（148英尺）宽的跑道，未来跑道将延长到3,000米以容纳空客330、波音747、波音767、波音777这样的宽体机。航站楼面积16,468 m2（177,260 sq ft），能够承载150万人次的年客运量。

## 航空公司和目的地
| 航空公司       | 目的地                                           |
| -------------- | ------------------------------------------------ |
| 巴泽航空       | 巴厘岛、雅加达-苏哈、雅加达-哈林、望加锡、新日惹 |
| 连城航空       | 雅加达-苏哈                                      |
| 嘉鲁达印尼航空 | 雅加达-苏哈                                      |
| 狮子航空       | 泗水、新日惹                                     |
| 楠航空         | 马辰、泗水、打拉根                               |
| 苏西航空       | 隆帕杭艾、隆阿庞、麻拉瓦豪                       |
| 飞翼航空       | 丹戎勒德布                                       |
| 快速航空       | 丹戎勒德布 、默拉克、梭罗、丹戎塞洛              |